# Tôi là ai?
Tôi là ai? (tiếng Trung: 我是誰, tiếng Anh: Who Am I?, Hán-Việt: Ngã thị thùy) là một bộ phim thuộc thể loại hài - hành động - võ thuật ra mắt năm 1998 tại Hồng Kông, do Thành Long đóng chính, viết kịch bản, đồng đạo diễn với Trần Mộc Thắng và thực hiện chỉ đạo võ thuật. Phim còn có sự tham gia của các diễn viên quốc tế gồm Michelle Ferre, Mirai Yamamoto, Ron Smerczak, Ed Nelson và Washington Xisolo. Phim khởi chiếu tại Hồng Kông từ ngày 17 tháng 1 năm 1998.
Đây là bộ phim thứ hai của Thành Long có kịch bản và có các cảnh phim nói bằng tiếng Anh.